# Arado normando

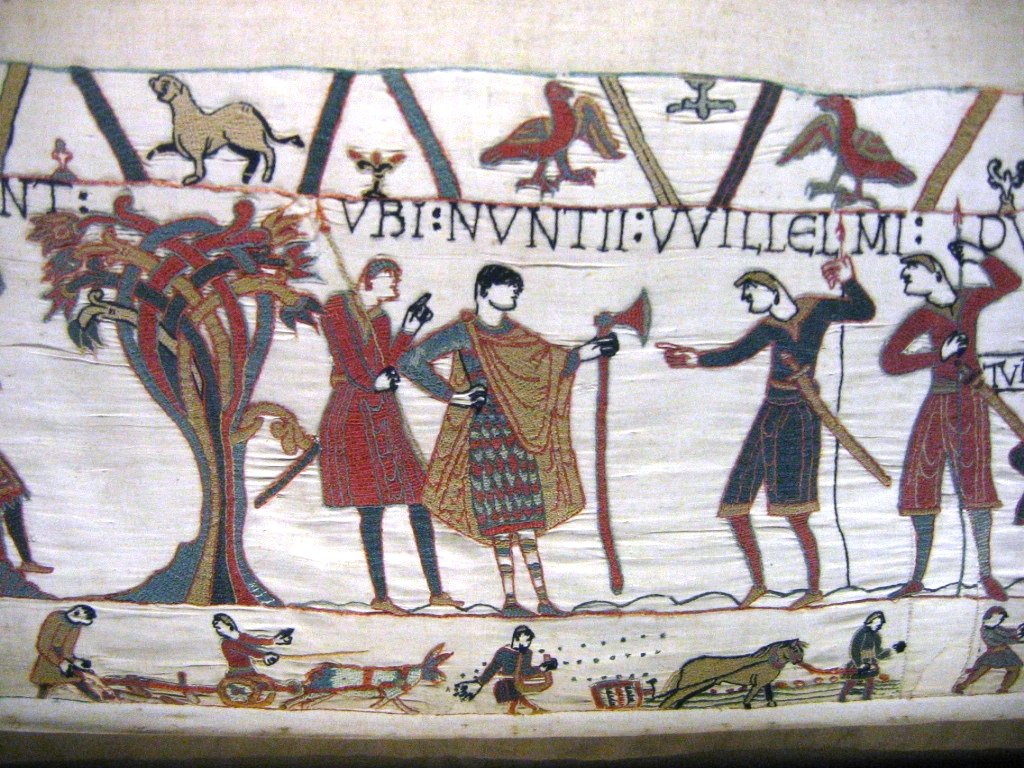
Tapiz de Bayeux, Que presenta infantes armados con lanzas, espadas y hachas de combate, las armas con que lucharon los huscarles de Harold en Hastings. En el borde inferior de esta sección del tapiz, que muestra varias escenas agrícolas, contiene aquí la primera representación conocida de un burro uncido tirando de una arado normando.

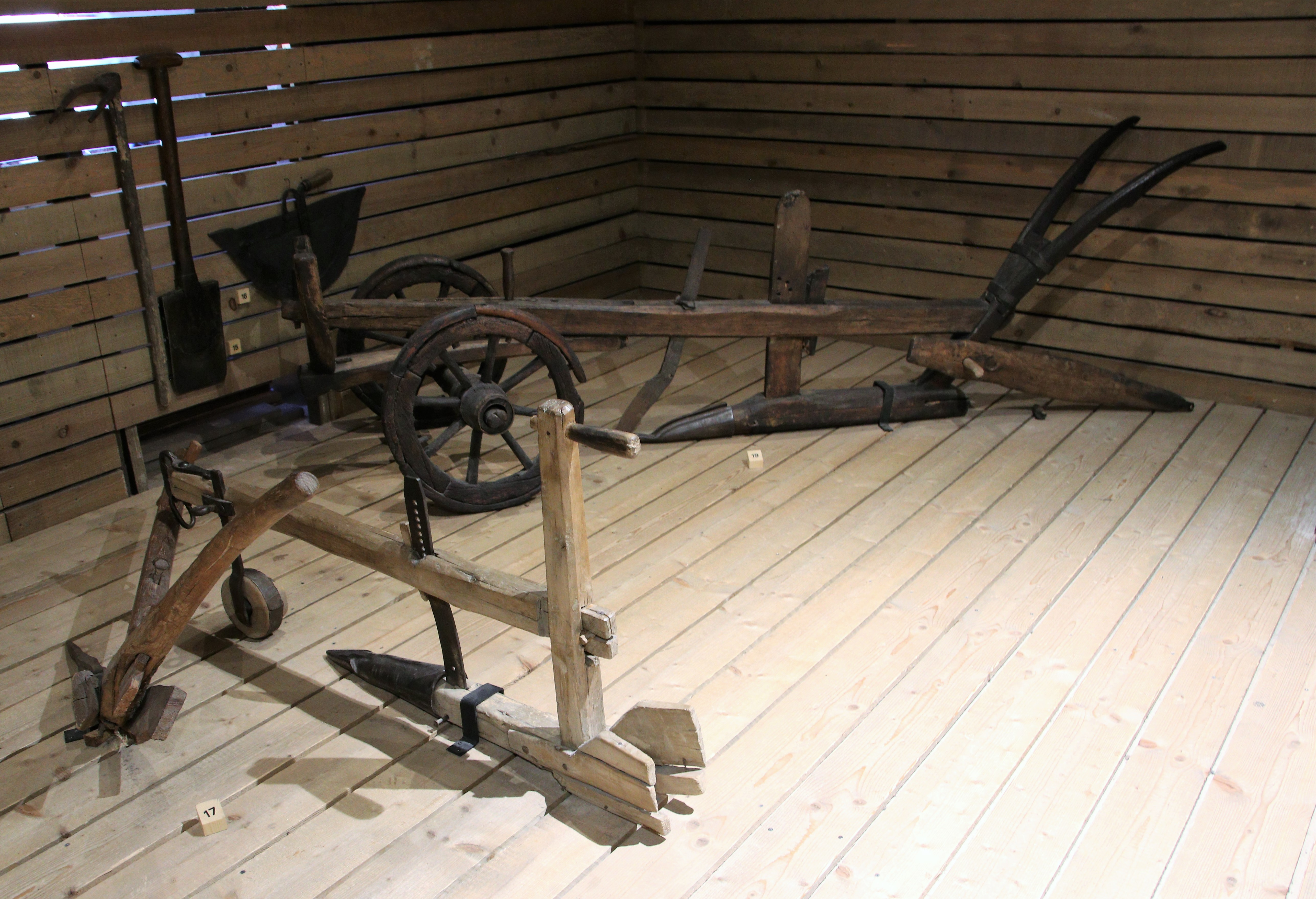
En la Edad Media existían dos tipos de arados. Con reja y reja simétrica, de hierro y la vertedera puede colocarse a la izquierda o a la derecha. Este sistema, conocido como girador de orejas, tiene la ventaja de permitir trabajar en ambas direcciones.

El arado normando, arado de vertedera o carruca fue el concepto utilizado por los agricultores a partir del siglo XI para definir el arado común que consiste en la utilización de una vertedera para así crear surcos más profundos y voltear la tierra más fácilmente. 

## Historia
No se conoce con exactitud la procedencia del nuevo arado, pero parece haber sido un aporte germano, por lo que debió haber penetrado en las Galias desde el norte, en tiempos de las migraciones francas, aunque su difusión fue muy lenta antes del siglo X.
La coincidencia en el tiempo entre el Período cálido medieval, que permitió el aumento de la superficie cultivable junto al incremento de los rendimientos agrícolas y de la productividad del trabajo al incorporar el arado de vertedera y la mejora de los mecanismos de tiro, unido a la novedosa rotación trienal de cultivos, hicieron que se contara con excedentes alimenticios, lo que repercutió en un incremento del comercio y mayor riqueza, lo que llevó, en definitiva, a un mayor crecimiento demográfico en toda Europa, principalmente en la septentrional.

## Descripción
El arado de vertedera fue una innovación sobre el arado romano, era más pesado, hacía unos surcos más profundos, con lo que la tierra se aireaba más y era más productiva, retenía la humedad y prevenía la erosión, tenía mayor facilidad para ser utilizado en suelo pedregoso y permitía la profundidad más favorable para que las semillas pudieran germinar, con lo que se obtenía una mayor productividad de la tierra.
El arado que comenzó a utilizarse en el siglo XI, disponía de ruedas y vertedera. La vertedera es un dispositivo para guiar el surco. 
En su forma más acabada, el nuevo arado incluía una cuchilla para producir un corte vertical, una reja para cortar el suelo por debajo de la superficie, y la vertedera para voltear y pulverizar la tierra, así como ruedas que permiten surcos más perfectos y facilitan el trabajo del campesino que lo maneja, relevándolo de la tarea de mantener siempre el arado al nivel necesario para que cumpliera su me gusta.